# طوابع الإيرادات لباكستان

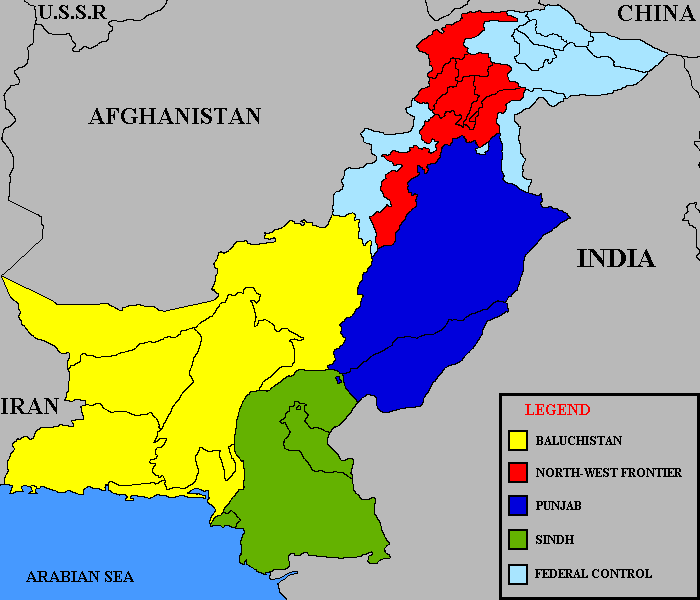
خريطة لباكستان تُظهر المحافظات

أصدرت باكستان طوابع الإيرادات لأول مرة عندما نالت استقلالها في عام 1947 وتستمر في إصدار الإيرادات حتى يومنا هذا. فبالإضافة إلى القضايا الوطنية فإن كلاً من مقاطعات بلوشستان والحدود الشمالية الغربية والبنجاب والسند وكذلك آزاد جامو وكشمير وباكستان الغربية والعاصمة إسلام آباد لديها أو كان لها طوابعها الخاصة بها.
حتى عام 1947 كانت باكستان جزءًا من الهند وكانت تستخدم طوابع الإيرادات الهندية. كما أصبحت عدد من الولايات الأميرية التي أصدرت إيراداتها الخاصة جزء من باكستان بعد الاستقلال وعلى هذا يمكن اعتبارها أيضًا إصدارات سابقة لباكستان. حيث تشمل هذه المدن بهاوالبور ولاس بيلا. فقبل عام 1971 كانت القضايا الوطنية الباكستانية تُستخدم في كل من باكستان الغربية وباكستان الشرقية. وفي وقت لاحق من ذلك العام أصبحت باكستان الشرقية دولة بنغلاديش المستقلة والتي تصدر إيراداتها الخاصة حتى يومنا هذا.

## القضايا الوطنية
وكما هو الحال مع بريطانيا العظمى والهند كانت بعض إيرادات باكستان من الأنواع الرئيسية. وقد أظهروا النجمة والهلال الشعار الوطني الباكستاني. وقد استخدمت للأغراض التالية:
- الاتفاقية (حوالي عام 1950)
- مذكرة سمسار (حوالي عام 1950)
- لاصق النازحين (حوالي 1950-حوالي 1961)
- مشروع قانون أجنبي (1947-1992)
- بطاقة هوية (حوالي عام 1990)
- التأمين (1947-حوالي 1992)
- كاتب العدل (1947-حوالي 1992)
- المحكمة العليا التوثيقية (حوالي عام 1960)
- لاصق اللاجئين (حوالي عام 1950)
- نقل الأسهم (حوالي 1947-حوالي 1995)
- لاصق خاص (1947-2003)

وبعيداً عن الأنواع الرئيسية فإن بعض أنواع طوابع الإيرادات كانت لها تصميماتها الخاصة. وتشمل هذه الطوابع:
- التصديق (حوالي عام 1960)
- مصلحة الضرائب المركزية (حوالي 1958-حوالي 1990)
- رسوم المحكمة (1948-حتى الآن)
- الترفيه (حوالي 1965-حوالي 1972)
- ضريبة الدخل (1991-1992)
- التأمين (حوالي 1995 حتى الآن)
- بطاقة الهوية الوطنية (حوالي 2010 حتى الآن)
- جواز السفر والتأشيرة (حوالي عام 1950)
- الإيرادات (1947-حتى الآن)
- الرعاية الاجتماعية (حوالي عام 1972)

## غرب باكستان
قبل الحرب الهندية الباكستانية عام 1971 كانت أراضي باكستان الحديثة تُعرف باسم باكستان الغربية (بينما بنجلاديش هي باكستان الشرقية) وأصدرت بعض إصدارات الإيرادات لهذه المنطقة حصريًا. حوالي عام 1956 قاموا بطباعة طوابع رسوم المحكمة والتوثيق والإيصالات في بهاولبور لاستخدامها في الولاية الجديدة. وفي وقت لاحق طبعت طوابع رسوم المحكمة الباكستانية لاستخدامها كطوابع ترخيص الأسلحة في غرب باكستان. أما في عامي 1969 و1970 فقد أصدرت طوابع لرخص الأسلحة ورخص القيادة وضريبة المركبات الآلية، وكانت قيد الاستخدام قبل استبدالها بإصدارات منفصلة للمقاطعات في عام 1971.

## القضايا الإقليمية

### آزاد جامو وكشمير
كانت طوابع الإيرادات الوحيدة في آزاد جامو وكشمير هي إصدارات باكستانية عادية مطبوعة للاستخدام في الولاية إما باللغة الإنجليزية أو باللغة الأردية. حيث كانت هناك مشكلات تتعلق بالضرائب التالية:
- رسوم المحكمة
- ربح
- لاصق خاص

### بلوشستان
صدرت أول طوابع الإيرادات في بلوشستان في عام 1971. منذ ذلك العام أصدرت الطوابع بصفة سنوية لدفع ما يلي:
- رخصة الأسلحة
- رخصة القيادة
- شهادة لياقة المركبات الآلية
- ضريبة المركبات الآلية
- تصريح الطريق

أدرجت الإصدارات من عام 1971 إلى عام 2012 لحكومة بلوشستان. فمنذ عام 2013 غيرت تهجئة معظم الطوابع إلى حكومة بلوشستان ومع ذلك فإن إصدارات رخصة القيادة لعامي 2013 و2014 لا تزال تحتفظ بالتهجئة القديمة.

### إقليم العاصمة إسلام آباد
صدرت أولى طوابع الإيرادات في إسلام آباد في عام 2002. منذ ذلك العام أصدرت الطوابع سنويًا لدفع ما يلي:
- رخصة الأسلحة
- رخصة القيادة
- شهادة لياقة المركبات الآلية

جميع الإصدارات مسجلة باسم حكومة باكستان إسلام أباد. وقد تكون هناك طوابع أيضاً لتصريح الطريق ولكنها لم تسجل بعد.

### مقاطعة الحدود الشمالية الغربية
صدرت أولى طوابع الإيرادات لشركة الحدود الشمالية الغربية في عام 1971. لكن منذ ذلك العام أصدرت الطوابع سنويًا لدفع ما يلي:
- رخصة الأسلحة
- رخصة القيادة
- شهادة لياقة المركبات الآلية
- ضريبة المركبات الآلية

تسجل الإصدارات باسم حكومة المقاطعة الحدودية الشمالية الغربية أو حكومة المقاطعة الحدودية الشمالية الغربية وقد توجد أيضًا طوابع لتصريح الطريق ولكن لم يقوموا بتسجيلها بعد.

### البنجاب
صدرت أول طوابع الإيرادات في البنجاب في عام 1971. ومنذ ذلك العام أصدرت الطوابع سنويًا لدفع ما يلي:
- رخصة الأسلحة
- رخصة القيادة
- شهادة لياقة المركبات الآلية
- ضريبة المركبات الآلية
- تصريح الطريق
- وثائق نادرا
- المؤسسات التعليمية

### السند
صدرت أول طوابع الإيرادات في السند في عام 1971. ومنذ ذلك العام أصدرت الطوابع بصفة سنوية لدفع ما يلي:
- رخصة الأسلحة
- رخصة القيادة
- شهادة لياقة المركبات الآلية
- ضريبة المركبات الآلية
- تصريح الطريق

كتبت إصدارات الفترة من 1971 إلى 1990 باسم حكومة السند ولكن منذ عام 1991 فصاعداً غيرت التهجئة إلى حكومة السند.
منذ تسعينيات القرن العشرين وما بعدها أصدرت السند أيضًا طوابع لدفع ثمن تصاريح الرماية. بحيث لا تتبع هذه البطاقات تصميمات "النوع الرئيسي" ولا تصدر سنويًا.